# Orvasca aliena
Orvasca aliena är en fjärilsart som beskrevs av Butler 1886. Orvasca aliena ingår i släktet Orvasca och familjen tofsspinnare. Inga underarter finns listade i Catalogue of Life.